# بريت مارتن
بريت مارتن (بالإنجليزية: Brett Martin)‏ هو لاعب إسكواش أسترالي، ولد في 23 يناير 1963 في كوينزلاند في أستراليا.

## وصلات خارجية
- بريت مارتن على موقع SquashInfo.com (الإنجليزية)